# Yves Manglou
Pour les articles homonymes, voir Manglou.
Yves Manglou est un écrivain français né le 20 août 1943 à Bras-Panon, sur l'île de La Réunion.

## Biographie

### Enfance
Né à La Réunion le 20 août 1943, Yves Manglou a passé son enfance sur son île natale à une époque où les légendes orales sont encore vivaces. Élevé au sein d’une fratrie de neuf enfants, sous l’œil d’un père enseignant et d’une mère au foyer, il grandit au bord de la rivière Saint-Jean, pieds nus et sans chemise.
Avec son frère Alain, de quinze mois son aîné, il entre en classe de sixième après avoir passé l’examen d’entrée en 1953. L’école buissonnière est leur lot de tous les jours. Ils découvrent ensemble les bassins et cascades des environs de Saint-André.
Boris Gamaleya leur fait découvrir Charles Baudelaire et Les Poètes maudits… Ils découvrent également Arthur Rimbaud, qui leur plaît beaucoup. La réaction de leur père enseignant ne se fait pas attendre : ils sont envoyés au CEG sous la houlette de Monsieur Corré dans le cirque de Cilaos, où leur tante est receveuse des postes. Chaque matin, les cours à l'école débutent par La Marseillaise, et le drapeau français est hissé.
L’éducation chez cette tante Suzette est plus stricte. Yves Manglou découvre le scoutisme et une liberté un peu moins débridée. C'est la fin des courses et des parties de football pieds nus, les chemises déboutonnées. Leur tante veille sur lui jusqu’à la classe de troisième.
En 1959, il rejoint son frère Alain au Lycée Leconte-de-Lisle, à Saint-Denis. Cet endroit est pour lui tel les délices de Capoue ainsi qu'aimait à le dire Albert Lougnon, leur proviseur intervenant dans leur classe de seconde, qui était la plus mauvaise de tout l’établissement.
Durant cette période, il vit davantage de sport, de musique et de filles que d’études ! Il intègre l’équipe des Juniors Dionysiens, une équipe de football, et est sélectionné au sein de l’équipe de La Réunion. Il pratique également le judo et devient une des premières ceintures noires de l’île.
Il danse toute sa jeunesse au son des Chaussettes Noires et de Johnny Hallyday et crée avec quelques copains un des premiers groupes de rock de La Réunion. Il dit de lui qu'il est un mauvais bassiste qui ne répète jamais… Néanmoins, il joue avec des artistes réputés comme Luc Donat.

### Exil
Après sa terminale, il s’embarque pour Paris. Il suit de loin quelques cours à l’École supérieure de biochimie et de biologie de la capitale, leur préférant Montmartre, Pigalle, la place Clichy. Mais il est autonome, et gagne sa vie en étant surveillant aux Orphelins Apprentis d’Auteuil.
Après de brèves vacances dans son île, il en reste absent plus de vingt ans, sans voir son père qu'il ne retrouve qu'en 1986 sur son lit de mort.
Entre-temps, il voyage à Londres, Barcelone et au Maroc, où il rencontre sa première épouse et Averroès. Il voyage également à Amsterdam. Ses amis sont aux Beaux-Arts, il s'amuse à crayonner des nus… pour « mater » !
À la fin des années 1960, il se retrouve directeur de centre culturel et de MJC à Saint-Benoit. Il y enseigne six mois. Il comprend bientôt qu’il n’y a rien à comprendre et quitte l'établissement. Sa fille Sandrine naît en 1970.
Très rapidement, Paris lui manque, et il y retourne. Il s’engage pendant la Guerre des Six Jours mais n'a pas le temps d’y aller avant la fin des hostilités. Jusqu'en 1975, il est successivement Directeur d'établissements socio-culturels à Soisy-sous-Montmorency, Boulogne-Billancourt. Durant cette période, il rédigera un mémoire "Animation et Développement" en collaboration avec Jean Schüler qui a fait référence dans ce domaine. Sa seconde fille Sarah naît à cette période.
En 1977, il quitte Paris pour la province en suivant sa femme dans sa région d'origine, à Toulouse et Castres. Il y crée une agence de publicité. En 1986, il se remarie, deux ans après la naissance d’Émilie sa troisième fille.

### Retour définitif au pays
En 1987, il rentre à La Réunion avec femme et enfants. Sa mère l'accueille au bord de la rivière de son enfance. Tous ses souvenirs lui reviennent. Aussi, l’écriture s’impose à lui comme une évidence, et "[il a] rattrapé le temps".
Il crée d'abord une société de courtage en éditions, puis les Éditions du Paille-en-queue Noir, qui lui permettent d'éditer ses premiers livres : Grand-mère Kalle, Noir mais Marron, etc. Ces ouvrages sont ensuite réédités par les éditions Orphie, qui deviendra son éditeur officiel.
Aujourd'hui[Quand ?], il est directeur de publications jeunesse aux Éditions Orphie. Il participe à de nombreuses rencontres pour promouvoir la culture réunionnaise. Notamment avec les enfants qui étudient ses livres en classe, dans différents salons (Salon du livre jeunesse de l'Océan Indien), ou encore en animant un atelier littéraire à la prison du Port.

## Principaux ouvrages
Ouvrages en français
- Grand-Mère Kalle (lien Orphie)
- Noir mais Marron (lien Orphie)
- Le mystère du Piton de La Fournaise
- Le Trésor du Pirate La Buse (lien Orphie)
- Zépingue le Petit Tangue (avec Josette Manglou et Yves Llopiz)
- La naissance de Ticlou

Ouvrages en créole
- Kaloubadia Madam Debassayns (lien Orphie)
- Alala Tiklou (avec Josette Manglou et Yves Llopiz)